# 이어웜
이어웜(Earworm)은 기억하기 쉽거나 기억에 남는 음악 또는 더 이상 연주되거나 이야기되지 않는 후에도 계속해서 사람의 마음을 사로잡는 음악이다. 라벨로서의 무의식적인 음악적 이미지는 이어웜에만 국한되지 않는다. 음악적 환각 또한 같은 것은 아니지만, 이 범주에 속한다. 이어웜은 비자발적 인지의 흔한 유형으로 여겨진다. 이어웜을 묘사하기 위해 자주 사용되는 구절에는 "음악적 이미지 반복"과 "자발적 음악적 이미지"가 포함된다.
이어웜이라는 단어는 독일어 Ohrwurm에서 온 음운이다. 가장 오래된 영어 용법은 1978년 데스몬드 배글리의 소설 《플라이어웨이》에서 찾을 수 있다.
이 현상에 대해 연구하고 저술한 연구자들로는 테오도르 레이크, 숀 베넷, 올리버 색스, 대니얼 레비틴, 제임스 켈리스, 필립 비만, 비키 윌리엄슨, 다이애나 셴디, 그리고 더 이론적인 관점에서 피터 스젠디 등이 있다. 이 현상은 환청을 일으키는 뇌의 측두엽이 손상되어 발생하는 희귀한 의학적 질환인 페일라코시스와 혼동해서는 안 된다.

## 같이 보기
- 테트리스 효과(영어판)